# خانه معتضدالدوله وزیری
خانه معتضدالدوله وزیری مربوط به دوره قاجار است و در کرمانشاه، میدان وزیری، محله قدیمی برزه‌دماغ، کوچه وزیری واقع شده و این اثر در تاریخ ۳۰ تیر ۱۳۸۴ با شمارهٔ ثبت ۱۲۲۸۳ به‌عنوان یکی از آثار ملی ایران به ثبت رسیده است.